# 聖路易斯-奧比斯波
聖路易斯-奧比斯波（San Luis Obispo；「聖路易斯主教（St. Louis, the Bishop）」的西班牙語），是美國加州聖路易斯-奧比斯波縣的縣城，位於中海岸地區、大約在舊金山和洛杉磯之間一半距離的地方，也是同名縣份聖路易斯-奧比斯波縣的首府。當地人通常以聖路易斯-奧比斯波的縮寫「SLO」、或「聖路易斯（San Luis）」，來稱呼這個城市。加州理工州立大學（California Polytechnic State University, Cal Poly），即毗鄰聖路易斯-奧比斯波。根據2003年美國人口普查局的估計，市內的人口為44,202人。